# Tascalate
Tascasalate o Taxcalate es una bebida preparada a base de maíz, cacao, achiote, azúcar y canela que es tradicional del estado de Chiapas en México, cuyo consumo data desde la época prehispánica. Ya en 1566, el obispo Diego de Landa registra su existencia y la describe como una «bebida hecha con maíz tostado y saborizada con chile y chocolate», afirmaba además que su consumo era «muy popular en el sur de México».
El tascalate se prepara tostando y moliendo tortillas de maíz hasta convertirlas en polvo, después se mezclan con el cacao tostado también en polvo y con el resto de los ingredientes, el producto es un polvo de color anaranjado que se mezcla con agua o leche a la que se puede agregar azúcar, se acostumbra servirlo frío. El polvo también se prepara y se empaqueta para su comercialización.